# Primer Ministre de Jamaica

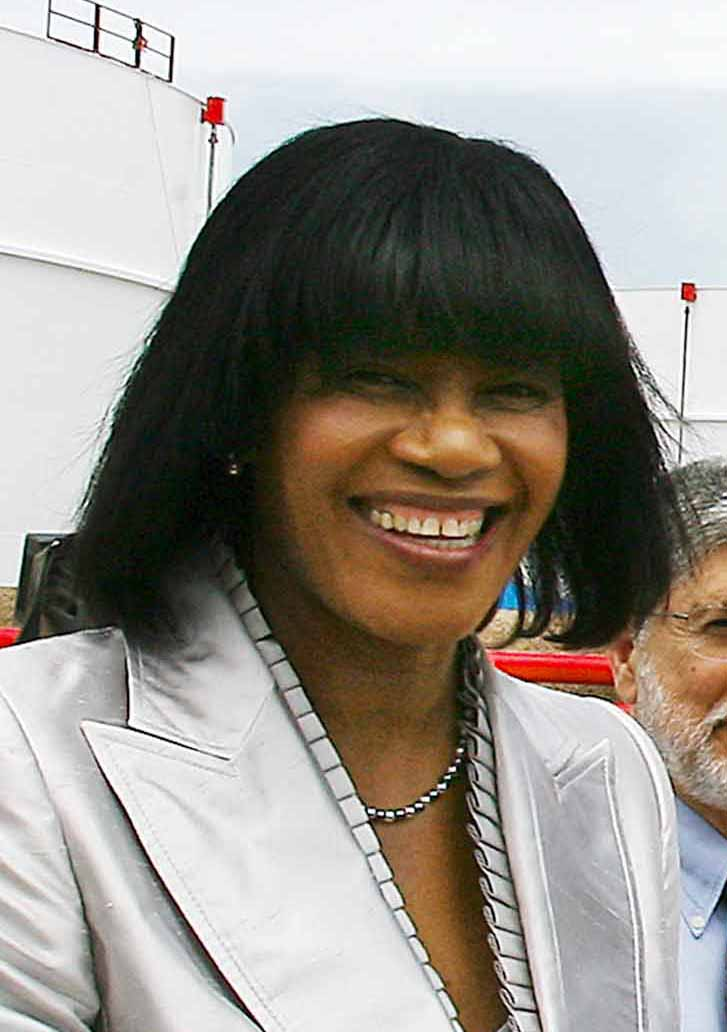
Portia Simpson-Miller
fou la primera dona a assumir el cap de govern, entre 2006 i 2007, i entre 2012 e 2016.

El primer ministre de Jamaica exerceix de cap de govern, càrrec ocupat actualment per Portia Simpson-Miller.
El primer ministre és formalment designat per al càrrec pel governador general de Jamaica, qui representa el rei Carles III, rei de Jamaica i, per tant, cap de l'Estat.

## Ministres en cap
| Nom                  | Inici de mandat     | Fi de mandat        |
| Alexander Bustamante | 5 de maig de 1953   | 2 de febrer de 1955 |
| Norman Manley        | 2 de febrer de 1955 | 29 d'abril de 1962  |

## Primers ministres
| Primer ministre          | Inici de mandat        | Fi de mandat           | Imatge | Partit | Partit                  |
| ------------------------ | ---------------------- | ---------------------- | ------ | ------ | ----------------------- |
| Alexander Bustamante     | 29 d'abril de 1962     | 23 de febrer de 1967   |        |        | Jamaica Labour Party    |
| Donald Sangster          | 23 de febrer de 1967   | 11 d'abril de 1967     |        |        | Jamaica Labour Party    |
| Hugh Shearer             | 11 d'abril de 1967     | 2 de març de 1972      |        |        | Jamaica Labour Party    |
| Michael Manley           | 2 de març de 1972      | 1 de novembre de 1980  |        |        | People's National Party |
| Edward Seaga             | 1 de novembre de 1980  | 10 de febrer de 1989   |        |        | Jamaica Labour Party    |
| Michael Manley           | 10 de febrer de 1989   | 30 de març de 1992     |        |        | People's National Party |
| Percival James Patterson | 30 de març de 1992     | 30 de març de 2006     |        |        | People's National Party |
| Portia Simpson-Miller    | 30 de març de 2006     | 11 de setembre de 2007 |        |        | People's National Party |
| Bruce Golding            | 11 de setembre de 2007 | 23 d'octubre de 2011   |        |        | Jamaica Labour Party    |
| Andrew Holness           | 23 d'octubre de 2011   | 5 de gener de 2012     |        |        | Jamaica Labour Party    |
| Portia Simpson-Miller    | 5 de gener de 2012     | 3 de març de 2016      |        |        | People's National Party |
| Andrew Holness           | 3 de març de 2016      | actualitat             |        |        | Jamaica Labour Party    |